# The Headmasters/Kimi wa Transformer
The Headmasters/Kimi wa Transformer é um single de Hironobu Kageyama lançado pela Nippon Columbia em primeiro de julho de 1987.

## Produção
A composição das músicas ficou a cargo de Takamune Negishi, que trabalhou em diversas trilhas de animes e séries de tokusatsu, como Metalder e Jiban.
As músicas foram compostas para serem, respectivamente, abertura e encerramento de Transformers: The Headmasters.
Curiosamente, Kageyama voltaria a fazer músicas para a franquia Transformers com as canções do single "Tamashii no Evolution".

## Legado
Ambas as músicas são frequentemente inclusas em álbuns comemorativos da franquia Transformers, como Transformers: The Headmasters Hit Song Collection, Transformers Theme Song Collection, e Tatakae! Chou Robot Seimeitai Transformers TRANSFORMERS HISTORY OF MUSIC 1984−1990. Também foram inclusas em álbuns de canções especiais de programas de televisão, como TV Anime Super History Vol. 30.
Kageyama incluiu as canções em seus álbuns comemorativos Hironobu Kageyama 20th Anniversary Eternity, e Kage chan Pack ~Kimi to Boku no Daikoushin~.

## Recepção
O site NetLab, da ITMedia, organizou um ranking das melhores músicas de Kageyama por votação popular, e "The Headmasters" ficou na 21ª colocação.
Em sua análise do álbum TV Anime Super History Vol. 30, o CD Journal comentou sobre as duas músicas deste single, elogiando "a voz fervorosa de Hironobu Kageyama"

## Faixas
| N.º            | Título                                                               | Letras           | Música           | Arranjo          | Duração |  |
| 1.             | "The Headmasters" (abertura de Transformers: The Headmasters)        | Keisuke Yamakawa | Takamune Negishi | Katsunori Ishida | 3:28    |  |
| 2.             | "Kimi wa Transformer" (encerramento de Transformers The Headmasters) | K. Yamakawa      | T. Negishi       | K. Ishida        | 2:44    |  |
| Duração total: | Duração total:                                                       | Duração total:   | Duração total:   | Duração total:   | 6:12    |  |